# Blepephaeus ocellatus
Blepephaeus ocellatus là một loài bọ cánh cứng trong họ Cerambycidae.